# Les Lyonnais
Les Lyonnais este un film dramatic, de acțiune francez regizat de Olivier Marchal, lansat în 2011. Filmul vorbește despre Banda Lyonnais care a activat în anii 1970 în regiunea Lyon. Olivier Marchal a dedicat filmul „în memoria lui Bernard Giraudeau”.

## Prezentare
Edmond Vidal, poreclit „Monmon”, a crescut într-o tabără de țigani. El a dezvoltat puternice sentimentul despre familie, loialitate și de mândrie despre originile sale. A rămas foarte apropiat de Serge Suttel, prietenul său din copilărie, cu care a intrat în închisoare pentru furtul unor cireșe.
Monmon și Serge s-au implicat apoi în crima organizată, ajungând să cunoască momentele de glorie în banda Lyonnais, o bandă de tâlhari celebră la începutul anilor 1970. În 1974, în timpul unei arestări spectaculoase aventura ajunge la sfârșit.
Monmon, acum în vârstă de 67 de ani, încearcă să uite acel moment din viața sa. S-a retras din „afaceri” și locuiește cu soția sa Janou. La rândul său, Serge nu și-a schimbat obiceiurile.

## Distribuție
- Gérard Lanvin - Edmond "Momon" Vidal
- Tchéky Karyo - Serge Suttel
- Daniel Duval - Christo
- Lionnel Astier - Dany
- Dimitri Storoge - "Momon" Vidal tânăr
- Patrick Catalifo - comisarul Max Brauner
- François Levantal - Joan Chavez
- Francis Renaud - Brandon
- Valeria Cavalli - Janou Vidal
- Estelle Skornik - Lilou Suttel
- Étienne Chicot - Grecul